# Lawrence Thomas
Lawrence Thomas, né le 9 mai 1992 à Sydney en Australie, est un footballeur international australien qui évolue au poste de gardien de but au Western Sydney Wanderers.

## Biographie

### Débuts professionnels
Né à Sydney en Australie, Lawrence Thomas commence sa carrière au Bankstown City FC (en). En mars 2011, il rejoint le club anglais de Sheffield United. Il n'y joue toutefois aucun match.
En septembre 2011 il rejoint le Melbourne Victory. Il joue son premier match le 5 novembre 2011, face au Brisbane Roar lors d'une rencontre de A-League. Il entre en jeu à la place de Tom Pondeljak à la suite de l'expulsion du gardien titulaire, Ante Čović. Les deux équipes se neutralisent ce jour-là (2-2 score final).

### SønderjyskE
Le 2 août 2020 est annoncé le transfert de Lawrence Thomas à SønderjyskE, où il s'engage pour un contrat de deux ans. Il joue son premier match sous ses nouvelles couleurs le 11 septembre 2020, face au champion en titre, le FC Midtjylland, lors de la première journée de la saison 2020-2021 de Superligaen. Il est titularisé et son équipe s'impose par deux buts à zéro.

### Western Sydney Wanderers
Le 30 mai 2022, Lawrence Thomas fait son retour dans son pays natal en s'engageant en faveur du Western Sydney Wanderers. Il signe un contrat de trois ans avec son nouveau club.

### En sélection
Lawrence Thomas honore sa première sélection avec l'équipe nationale d'Australie le 11 juin 2021, face au Népal. Il entre en jeu et son équipe s'impose par trois buts à zéro.